# Zemský okres Werra-Meißner
Zemský okres Werra-Meißner (německy Werra-Meißner-Kreis) je zemský okres v německé spolkové zemi Hesensko, ve vládním obvodu Kassel. Sídlem správy zemského okresu je město Eschwege. Má přibližně 101 tisíc obyvatel. 

## Města a obce
| Města: 1. Bad Sooden-Allendorf 2. Eschwege 3. Großalmerode 4. Hessisch Lichtenau 5. Sontra 6. Waldkappel 7. Wanfried 8. Witzenhausen | Obce: 1. Berkatal 2. Herleshausen 3. Meinhard 4. Meißner 5. Neu-Eichenberg 6. Ringgau 7. Wehretal 8. Weißenborn |

nezařazené území: Gutsbezirk Kaufunger Wald